# Music Hall at Fair Park

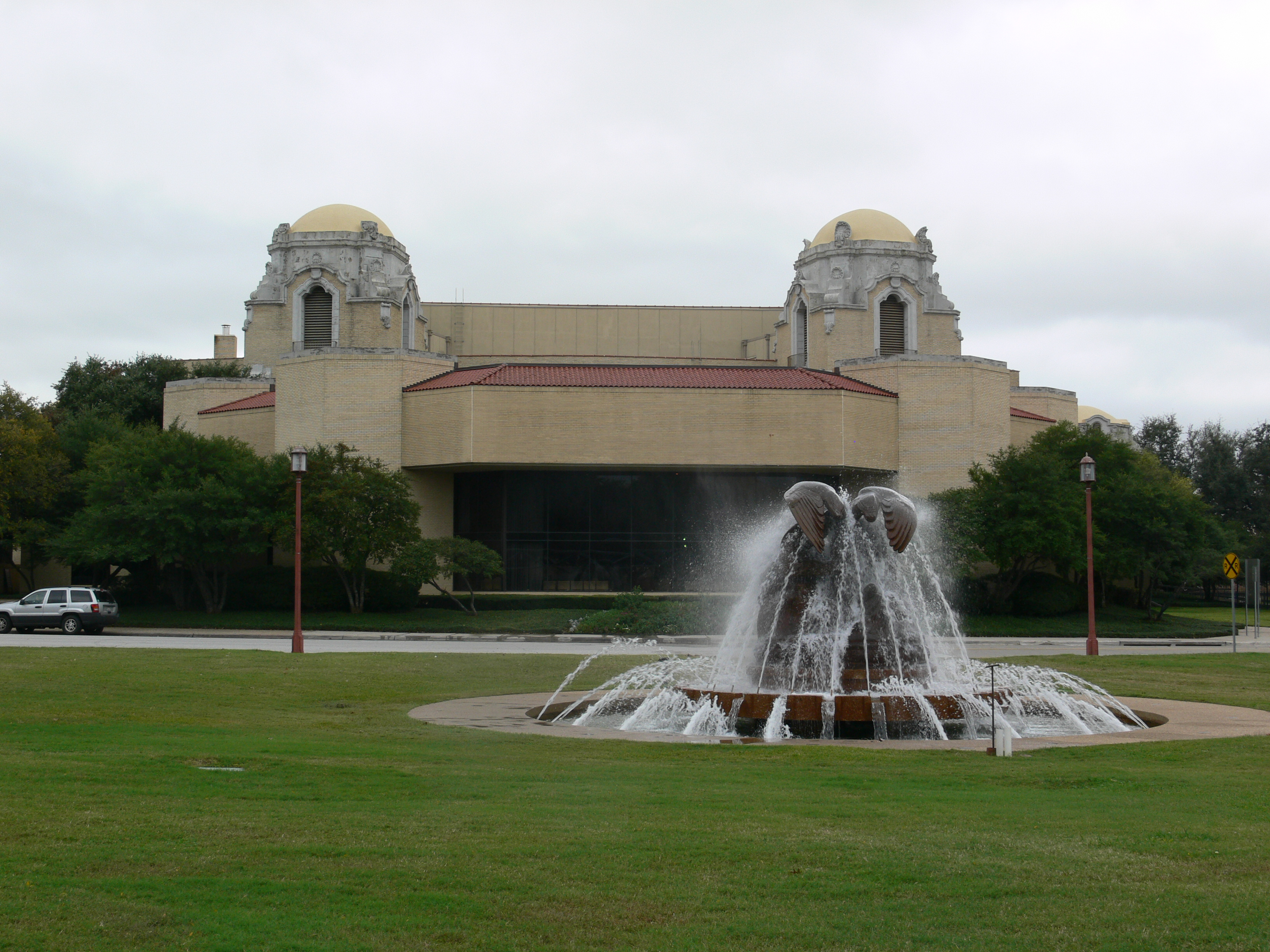
Music Hall at Fair Park (2009)

Die Music Hall at Fair Park ist ein 1925 eröffnetes und im Art-déco-Stil gehaltenes Gebäude in Dallas, Texas. Seit 1951 fungiert das 3420 Plätze fassende Gebäude in Form eines Musical-Theaters als Heimat der Dallas Summer Musicals.
Am 10. Oktober 1925 wurde es mit der Operettenpremiere von Sigmund Rombergs The Student Prince eröffnet. In den Jahren 1954, 1972 und 1999 wurde das Gebäude grundlegenderen Renovierungen unterzogen.
Die Music Hall at Fair Park wurde ab den 1930er Jahren sowie von 1945 bis 1951, von 1956 bis 1961 und von 1972 bis zur Fertigstellung des Morton H. Meyerson Symphony Center 1989 als Spielstätte des Dallas Symphony Orchestra genutzt.
Ab 1957 nutzte die Dallas Opera die Räumlichkeiten. Der Dirigent Nicola Rescigno gab mit Maria Callas und dem Dallas Symphony Orchestra am 21. November 1957 ein entsprechendes Eröffnungskonzert. Nach der Fertigstellung 2009 des Margot and Bill Winspear Opera House verließ die Dallas Opera die Bühne.